# فيرفاكس (أوكلاهوما)
فيرفاكس (بالإنجليزية: Fairfax, Oklahoma)‏ هي بلدة أمريكية تقع في الولايات المتحدة في مقاطعة أوساغي، أوكلاهوما. يقدر عدد سكانها بـ 1,380 نسمة ومساحتها 2.1 كم2 و وترتفع عن سطح البحر 260 متر.

## التركيبة السكانية
حدّد مكتب تعداد الولايات المتحدة بيانات التركيبة السكانية لفيرفاكس في تعداد الولايات المتحدة. في ما يلي، التركيبة السكانية حسب تعدادي 2000 و2010.

### تعداد عام 2000
بلغ عدد سكان فيرفاكس 1,555 نسمة بحسب تعداد عام 2000، وبلغ عدد الأسر 657 أسرة وعدد العائلات 418 عائلة مقيمة في البلدة. في حين سجلت الكثافة السكانية 785.4 نسمة لكل كيلومتر مربع (2,034.2/ميل2). وبلغ عدد الوحدات السكنية 831 وحدة بمتوسط كثافة قدره 419.7 لكل كيلومتر مربع (1,087.0/ميل2).
وتوزع التركيب العرقي للبلدة بنسبة 67.65% من البيض و1.35% من الأمريكيين الأفارقة و24.12% من الأمريكيين الأصليين و0.19% من الأمريكيين ذوي الأصول الآسيوية و0.45% من الأعراق الأخرى و6.24% من عرقين مختلطين أو أكثر و1.48% من الهسبانيون أو اللاتينيون من أي عرق.
بلغ عدد الأسر 657 أسرة كانت نسبة 33.5% منها لديها أطفال تحت سن الثامنة عشر تعيش معهم، وبلغت نسبة الأزواج القاطنين مع بعضهم البعض 43.4% من أصل المجموع الكلي للأسر، ونسبة 15.8% من الأسر كان لديها معيلات من الإناث دون وجود شريك،  بينما كانت نسبة 4.4% من الأسر لديها معيلون من الذكور دون وجود شريكة وكانت نسبة 36.4% من غير العائلات. تألفت نسبة 33.5% من أصل جميع الأسر من عدة أفراد يعيشون في نفس المنزل ونسبة 17.8% كانت تتألف من شخص يعيش بمفرده يبلغ من العمر 65 عاماً أو أكثر. وبلغ متوسط حجم الأسرة المعيشية 2.31، أما متوسط حجم العائلات فبلغ 2.92.
بلغ العمر الوسطي للسكان 39.7 عاماً. وكانت نسبة 27.6% من القاطنين تحت سن الثامنة عشر، وكانت نسبة 7% بين الثامنة عشر والرابعة والعشرين عاماً، ونسبة 22.6% كانت واقعةً في الفئة العمرية ما بين الخامسة والعشرين والرابعة والأربعين عاماً، ونسبة 20.7% كانت ما بين الخامسة والأربعين والرابعة والستين، ونسبة 19.5% كانت ضمن فئة الخامسة والستين عاماً فما فوق. يوجد لكل 100 أنثى 85.7 ذكر، ويوجد لكل 100 أنثى في الثامنة عشر من عمرها فما فوق 80.4 ذكر.
بلغ متوسط دخل الأسرة في البلدة 21,652 دولارًا، أما متوسط دخل العائلة فبلغ 25,385 دولارًا. وكان متوسط دخل الذكور 26,518 دولارًا مقابل 21,250 دولارًا للإناث. وسجل دخل الفرد الخاص بالبلدة 12,765 دولارًا. وكانت نسبة 23.9% من العائلات ونسبة 28% من السكان تحت خط الفقر، وكان من هؤلاء نسبة 39.1% تحت سن الثامنة عشر ونسبة 21.7% في الخامسة والستين من العمر وما فوق.

### تعداد عام 2010
بلغ عدد سكان فيرفاكس 1,380 نسمة بحسب تعداد عام 2010، وبلغ عدد الأسر 590 أسرة وعدد العائلات 344 عائلة مقيمة في البلدة. في حين سجلت الكثافة السكانية 697 نسمة لكل كيلومتر مربع (1,805.2/ميل2). وبلغ عدد الوحدات السكنية 814 وحدة بمتوسط كثافة قدره 411.1 لكل كيلومتر مربع (1,064.7/ميل2).
وتوزع التركيب العرقي للبلدة بنسبة 60.36% من البيض و1.59% من الأمريكيين الأفارقة و27.32% من الأمريكيين الأصليين و0.22% من الأمريكيين ذوي الأصول الآسيوية و0.07% من سكان جزر المحيط الهادئ و0.29% من الأعراق الأخرى و10.14% من عرقين مختلطين أو أكثر و1.81% من الهسبانيون أو اللاتينيون من أي عرق.
بلغ عدد الأسر 590 أسرة كانت نسبة 30.2% منها لديها أطفال تحت سن الثامنة عشر تعيش معهم، وبلغت نسبة الأزواج القاطنين مع بعضهم البعض 37.1% من أصل المجموع الكلي للأسر، ونسبة 14.7% من الأسر كان لديها معيلات من الإناث دون وجود شريك،  بينما كانت نسبة 6.4% من الأسر لديها معيلون من الذكور دون وجود شريكة وكانت نسبة 41.7% من غير العائلات. تألفت نسبة 36.1% من أصل جميع الأسر من عدة أفراد يعيشون في نفس المنزل ونسبة 18% كانت تتألف من شخص يعيش بمفرده يبلغ من العمر 65 عاماً أو أكثر. وبلغ متوسط حجم الأسرة المعيشية 2.28، أما متوسط حجم العائلات فبلغ 2.98.
بلغ العمر الوسطي للسكان 41.9 عاماً. وكانت نسبة 25.3% من القاطنين تحت سن الثامنة عشر، وكانت نسبة 7.8% بين الثامنة عشر والرابعة والعشرين عاماً، ونسبة 19.4% كانت واقعةً في الفئة العمرية ما بين الخامسة والعشرين والرابعة والأربعين عاماً، ونسبة 25.4% كانت ما بين الخامسة والأربعين والرابعة والستين، ونسبة 22.1% كانت ضمن فئة الخامسة والستين عاماً فما فوق. وتوزع التركيب الجنسي للسكان بنسبة 47.5% ذكور و52.5% إناث.

## أعلام
- ماريا تولتشيف
- ويليام موريس